# Izapa segunda sección
Izapa segunda sección es una localidad del estado mexicano de Chiapas. Es parte del municipio de Tuxtla Chico.

## Toponimia
El nombre «Izapa» proviene de los términos en náhuatl ixtac, sal; atl, agua o río; pan, lugar. Su significado es «En el río de la sal».

## Demografía
| Gráfica de evolución demográfica |
|                                  |

| Censo | Población |
| ----- | --------- |
| 1940  | 649       |
| 1950  | 1,797     |
| 1960  | 2140      |
| 1970  | 1,559     |
| 1980  | 941       |
| 1990  | 2,632     |
| 2000  | 2497      |
| 2010  | 2,312     |
| 2020  | 2,656     |